# Sari-Solenzara
Sari-Solenzara település Franciaországban, Corse-du-Sud megyében. Lakosainak száma 1447 fő (2022. január 1.). Sari-Solenzara Conca, Quenza és Solaro községekkel határos.

## Népesség
A település népessége az elmúlt években az alábbi módon változott:
| Lakosok száma | 915  | 1399 | 1178 | 1169 | 1391 | 1366 | 1345 | 1392 | 1411 | 1447 |
|               | 1968 | 1982 | 1990 | 2006 | 2013 | 2015 | 2017 | 2019 | 2020 | 2022 |